# إدارة الثروة الحيوانية الوطنية للأبحاث الطبية الحيوية
إدارة الثروة الحيوانية الوطنية للأبحاث الطبية الحيوية (NARF-BR) هي المركز الرئيسي الجديد التابع للمجلس الهندي للبحوث الطبية (ICMR) الذي تم تأسيسه في عام 2008 في مدينة حيدر آباد، الهند. والمركز عبارة عن مَوْطن مُتطَوِّر للحيوانات وإدارة علوم الحيوان. يقع هذا المركز قُرب وادي الجينوم، في توركابالي بحيدر آباد.
وتمَّ تأسيس المركز على أساس مفهوم الاقتراح الذي قدمه المجلس الهندي للبحوث الطبية من خلال قسم الأبحاث الصحية
إلى لجنة التخطيط في الهند. وقامت عدة وكالَات وطنية ومشتركة بتمويل المركز. ويضم المركز موطنًا للرئيسيات، وتربية الأحصنة، والقطط وكلاب البيجل.